# Sue Jones-Davies
Sue Jones-Davies (nascuda l'1 de gener de 1949) és una actriu i cantant gal·lesa que va fer el paper de Judith Iscariota a la pel·lícula dels Monty Python La vida de Brian, l'any 1979. Va ser alcaldessa de la ciutat d'Aberystwyth de 2008 a 2009, on ara és regidora.

## Educació i vida primerenca
Va viure a Dinas Cross, Pembrokeshire. Es va llicenciar per la Universitat de Bristol.

## Matrimoni i família
Va conèixer el seu marit anterior, l'actor i escriptor Chris Langham, a Bristol, on eren companys de classe. Es van casar bon punt es van graduar i van anar a viure a Londres. Tenen tres fills, Dafydd Jones-Davies, Siencyn Langham i Glyn Langham. Més tard es van separar i Jones-Davies es va traslladar a Aberystwyth amb els seus tres fills.

## Carrera
Va treballar a la producció original de Londres de Jesucrist Superstar. Altres crèdits inclouen La vida de Brian dels Monty Python, Radio On, Rock Follies, French and Sounders, Victoria Wood: As Seen on TV i Retorn a Brideshead. Amb el seu paper a Follies de Rock va aconseguir arribar al número de les llistes d'èxits el juny de 1977, amb "OK" conjuntament amb Julie Covington, Rula Lenska i Charlotte Cornwell. L'agost de 1976, Jones-Davies va estar a punt d'obtenir el paper de Leela a la sèrie Doctor Who, però al final el va fer la Louise Jameson.
Durant els anys 70 va ser cantant a la The Bowles Brothers Band. També cantava en gal·lès a la banda acústica Cusan Tan juntament amb l'Annie Jone i era una intèrpret habitual a la televisió gal·lesa. L'any 1981, va actuar a La Vida i Temps de David Lloyd George com a Megan Lloyd George, la filla del primer ministre.
Actualment és regidora de l'ajuntament de Plaid Cymru a Aberystwyth.
Entre juny de 2008 i de maig 2009, va ser l'alcaldessa d'Aberystwyth, i va impulsar una projecció amb fins de caritat de La Vida de Brian. En accedir al càrrec es va assabentar que al poble havien prohibit la pel·lícula durant prop de 30 anys per la seva escena on sortia nua. Va retirar la prohibició. El juliol de 2008 la van entrevistar a BBC Radio Walesi BBC Radio 2 sobre la pel·lícula i la seva situació a Aberystwyth. La pel·lícula es va projectar el 28 de març del 2009 al Centre d'Arts d'Aberystwyth. Hi van assistir els membres i coautors de la pel·lícula, Michael Palin i Terry Jones. L'esdeveniment es va retransmetre per la BBC One el 12 de maig de 2009 com a documental anomenant Monty Pithon a Aberystwyth: Un Alcalde i Dos Pitons. 

## Honors
- Honorary Bachelor D'Arts, Universitat d'Aberystwyth, 2018[13]